# Alopecosa moesta
Alopecosa moesta là một loài nhện trong họ Lycosidae.
Loài này thuộc chi Alopecosa. Alopecosa moesta được Holmberg miêu tả năm 1876.